# Słupiec (województwo małopolskie)
Słupiec – wieś w Polsce, położona w województwie małopolskim, w powiecie dąbrowskim, w gminie Szczucin.
| SIMC    | Nazwa           | Rodzaj    |
| ------- | --------------- | --------- |
| 0831014 | Kępa            | część wsi |
| 0831020 | Kolonia         | część wsi |
| 0831037 | Łabuzówka       | część wsi |
| 0831043 | Nowa Wieś       | część wsi |
| 0831050 | Podkościele     | część wsi |
| 0831066 | Podlesie        | część wsi |
| 0831072 | Zakępie         | część wsi |
| 0831076 | Domy koło drogi | część wsi |
| 0831089 | Zalesie         | część wsi |

W latach 1975–1998 miejscowość położona była w województwie tarnowskim.